# Horní Rápotice
Horní Rápotice é uma comuna checa localizada na região de Vysočina, distrito de Pelhřimov.